# Swift Wind
Swift Wind è un personaggio del cartone animato statunitense She-Ra, la principessa del potere del 1985. È stato doppiato in originale da Lou Scheimer. Ricompare nel reboot del 2018 She-Ra e le Principesse Guerriere doppiato in originale da Adam Ray, mentre in Italia da Francesco Venditti.

## Biografia del personaggio
Swift Wind è l'unicorno alato in cui viene trasformato Spirit, quando la principessa Adora si trasforma in She-Ra. Il suo ruolo è equivalente a quello di Battle-Cat in He-Man e i dominatori dell'universo, benché Spirit è in grado di parlare soltanto quando trasformato in Swift Wind, a differenza di Battle-Cat dotato del dono della parola, anche nella forma di Cringer. Anche se apparentemente un cavallo normale, Spirit è comunque dotato di notevole forza e coraggio, oltre che di una particolare intelligenza. Nella forma di Swift Wind è anche in grado di volare, ma il suo ruolo è limitato a quello di semplice cavalcatura, che difficilmente interviene durante l'azione. Spirit è sempre stato insieme ad Adora, fin da prima che la principessa scoprisse le proprie origini e il proprio potere. Negli ultimi episodi della serie, si scopre che Swift Wind ha una compagna, Star Wind, ed un figlio. A causa del malvagio Hordak, il cucciolo non viene alla luce nell'isola degli unicorni, l'unico posto adatto per far nascere gli unicorni, e quindi nasce come un semplice cavallo. È grazie al potere della spada di She-Ra, che il cucciolo diviene comunque un unicorno. Come suo padre, chiosa una She-Ra un po' malinconica.